# Цянь Хайтао
Цянь Хайтао (кит.: 钱海涛; нар. 12 серпня 1996) — китайський борець греко-римського стилю, бронзовий призер чемпіонату світу, бронзовий призер чемпіонату Азії.

## Життєпис
Боротьбою почав займатися з 2007 року. У 2016 році став бронзовим призером чемпіонату Азії серед юніорів.
Виступав за борцівський клуб провінції Шаньсі. Тренер — Вангі Ян Мінь.

## Спортивні результати на міжнародних змаганнях

### Виступи на Чемпіонатах світу
| Змагання                        | Збірна | Вагова категорія                 | Місце  |
| ------------------------------- | ------ | -------------------------------- | ------ |
| Чемпіонат світу з боротьби 2019 | КНР    | греко-римська боротьба, до 82 кг | Бронза |
| Чемпіонат світу з боротьби 2022 | КНР    | греко-римська боротьба, до 87 кг | 15     |
| Чемпіонат світу з боротьби 2023 | КНР    | греко-римська боротьба, до 87 кг | 27     |

### Виступи на Чемпіонатах Азії
| Змагання                       | Збірна | Вагова категорія                 | Місце  |
| ------------------------------ | ------ | -------------------------------- | ------ |
| Чемпіонат Азії з боротьби 2019 | КНР    | греко-римська боротьба, до 82 кг | Бронза |

### Виступи на інших змаганнях
| Змагання                                                     | Збірна | Вагова категорія                 | Місце  |
| ------------------------------------------------------------ | ------ | -------------------------------- | ------ |
| Гран-прі Угорщини з боротьби 2018                            | КНР    | греко-римська боротьба, до 82 кг | Бронза |
| Кубок Владислава Пітласинські 2018                           | КНР    | греко-римська боротьба, до 82 кг | 8      |
| Меморіал Олега Караваєва 2018                                | КНР    | греко-римська боротьба, до 82 кг | 14     |
| Гран-прі Угорщини з боротьби 2019                            | КНР    | греко-римська боротьба, до 82 кг | 7      |
| Турнір Дана Колова — Николи Петрова 2019                     | КНР    | греко-римська боротьба, до 82 кг | Срібло |
| Меморіал Олега Караваєва 2019                                | КНР    | греко-римська боротьба, до 82 кг | 5      |
| Кубок Владислава Пітласинські 2019                           | КНР    | греко-римська боротьба, до 82 кг | 4      |
| Кубок Владислава Пітласинські 2022                           | КНР    | греко-римська боротьба, до 87 кг | 11     |
| Меморіал Іона Корнеану і Ладислава Сімона 2022               | КНР    | греко-римська боротьба, до 87 кг | 4      |
| Турнір К. У. Кожомкула і Р. Санатбаєва 2023                  | КНР    | греко-римська боротьба, до 87 кг | 8      |
| Меморіал Імре Поляка та Яноша Варги 2023                     | КНР    | греко-римська боротьба, до 87 кг | 21     |
| Відкритий чемпіонат Загреба з боротьби 2024                  | КНР    | греко-римська боротьба, до 87 кг | 32     |
| Олімпійський кваліфікаційний турнір з боротьби 2024 (Бішкек) | КНР    | греко-римська боротьба, до 87 кг | Золото |

### Виступи на змаганнях молодших вікових груп
| Змагання                                      | Збірна | Вагова категорія                 | Місце  |
| --------------------------------------------- | ------ | -------------------------------- | ------ |
| Чемпіонат світу з боротьби серед юніорів 2014 | КНР    | греко-римська боротьба, до 74 кг | 25     |
| Чемпіонат Азії з боротьби серед юніорів 2016  | КНР    | греко-римська боротьба, до 84 кг | Бронза |
| Чемпіонат світу з боротьби серед юніорів 2016 | КНР    | греко-римська боротьба, до 84 кг | 24     |
| Чемпіонат світу з боротьби серед молоді 2018  | КНР    | греко-римська боротьба, до 82 кг | 9      |
| Чемпіонат світу з боротьби серед молоді 2019  | КНР    | греко-римська боротьба, до 87 кг | 21     |